# خوجاسوات
خوجاسوات هي بلدة في مقاطعة آلتين ساي في ولاية صرخنداريا في أوزبكستان.